# Хэнд (единица длины)
Хэнд (хенд; англ. hand — «кисть руки») — единица измерения длины в английской системе мер. 1 хенд = 4 дюйма = 10,16 см.
Используется для измерения высоты лошадей в некоторых англоязычных странах, включая Австралию, Канаду, Ирландскую Республику, Соединенное Королевство и Соединенные Штаты. Первоначально была основана на ширине человеческой ладони. В англоязычных странах распространены сокращения данной единицы измерения до «h» или «hh».